# Lenin era un hongo
Lenin era una hongo  (en ruso: Ленин — гриб) fue un bulo televisado altamente influyente hecho por el músico y reportero soviético Serguéi Kuriojin. Su primera y única emisión fue el 17 de mayo de 1991 en el canal Televisión de San Petersburgo.

## Historia

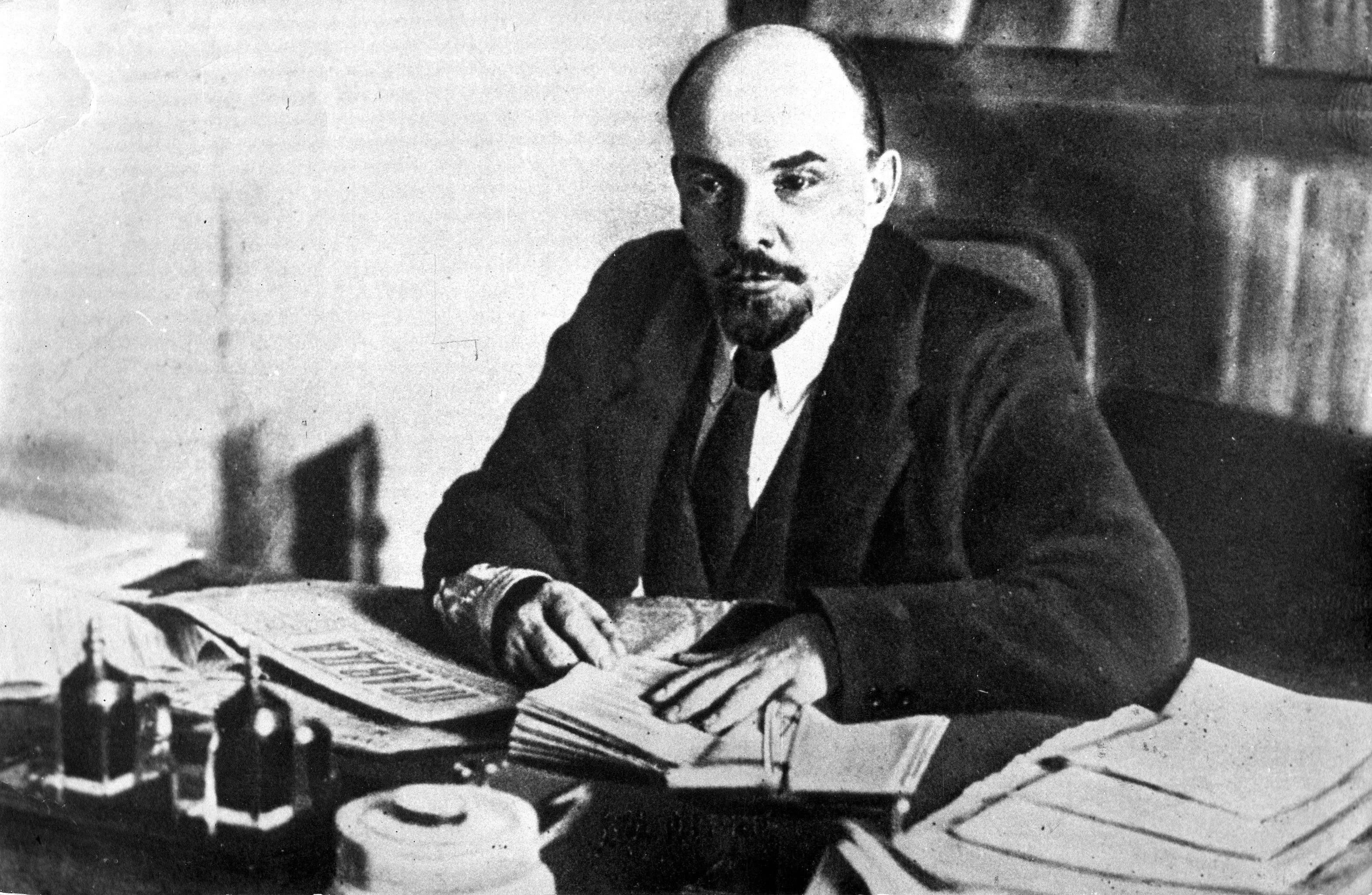
Kuriojin dijo que el objeto circular en el escritorio de Lenin era un cactus psicoactivo.

El bulo tomó la forma de una entrevista en el programa televisivo Piatoe Koleso ("La Quinta Rueda"). En la entrevista, el reportero Serguéi Kuriojin personificaba a un historiador que narraba sus hallazgos sobre que Vladimir Lenin habría consumido cantidades considerables de hongos psilocibios y finalmente se habría convertido en un hongo. Kuriojin llegaba a su conclusión a través de una larga serie de falacias lógicas y apelaciones a la autoridad de varias fuentes (como Carlos Castaneda, el Instituto de Tecnología de Massachusetts, y Konstantín Tsiolkovski), creando la ilusión de una cadena lógica razonada y plausible.
El momento del engaño jugó un papel importante en su éxito, ya que sucedió durante el período de Glasnost, cuando el reflujo de la censura en la Unión Soviética condujo a muchas revelaciones sobre la historia del país, a menudo en forma sensacionalista. Además, la televisión soviética hasta ese momento había sido considerada por su audiencia como conservadora en estilo y contenido. Como resultado, un gran número de ciudadanos soviéticos (un cálculo estima el número total de telespectadores en 11,250,000) tomaron la "entrevista" al pie de la letra, a pesar de las absurdas afirmaciones presentadas.
El escritor Mijaíl Shólojov ha dicho que quizás el resultado más notable del espectáculo fue una apelación por un grupo de miembros de partido al Comité Regional del CPSU para aclarar la veracidad de la declaración de Kuriojin. Según Shólojov, en respuesta a la solicitud, uno de los principales funcionarios regionales declaró que Lenin no pudo haber sido un hongo porque un mamífero no puede ser una planta. La taxonomía moderna clasifica los hongos como fungi, un reino separado de las plantas.
El incidente fue un momento decisivo en la historia cultural soviética y rusa y a menudo ha sido utilizado como prueba de la credulidad de las masas.